# 동시 계수기
양자 물리학에서 동시 계수는 입자 비국소성 및 양자 얽힘을 테스트하는 실험에 사용된다. 이 실험에서 두 개 이상의 입자는 동일한 초기 에너지 패킷에서 생성되어 물리적 특성을 긴밀하게 연결/얽히게 한다. 별도의 입자 탐지기 가 각 입자의 양자 상태를 측정하고 결과 신호를 일치 계수기로 보낸다. 얽힘을 연구하는 모든 실험에서 얽힌 입자는 함께 감지되는 얽히지 않은 입자로 얽힌 신호를 감지할 수 없도록 하는 패턴 없는 노이즈 신호보다 훨씬 적다. 2개의 감지기 시스템에서 동시 계수기는 두 감지기에 동시에 도달하는 감지 신호만 기록하여 이 문제를 완화한다. 더 정확하게는 두개의 감지기에 도달하고 동일한 방출 시간과 상관관계가 있는 신호만 기록한다. 이렇게 하면 얽힌 입자만 데이터로 표시된다.
그런데 검출기/카운터 회로는 무한히 정확한 시간 분해능을 가지지 않기 때문에(전자 장치의 한계와 우주 자체의 법칙으로 인해), 검출은 시간의 빈(시스템의 시간 분해능과 동일한 검출 창)으로 분류되어야 한다. 개별의 탐지 시간을 더 이상 확인할 수 없기 때문에 동일한 빈에서 탐지가 동시에 발생하는 것으로 보인다. 따라서 두 개의 감지기 시스템에서 두 개의 관련이 없고 얽히지 않은 입자가 두 감지기에 무작위로 부딪히고 동일한 시간 빈으로 분류되어 신호에 노이즈를 추가하는 잘못된 일치를 생성할 수 있다. 이것은 잡음을 완전히 제거하지 않고 양자 거동을 연구할 수 있는 정도까지 신호 대 잡음비를 개선하는 데 동시 계수기를 제한한다.
벨 부등식을 계산하거나, 양자 지우개를 수행하거나, 정보 채널로 양자 얽힘을 사용하는 실험을 수행하는 데 사용된 모든 실험은 동시 계수기를 사용해야만 가능했다. 이로써 무작위 또는 의도적인 결정이 이미 발생한 이벤트에 영향을 미치는 것처럼 보이더라도( 지연된 선택 양자 지우개에서와 같이), 동시 계수회로가 과거와 미래의 거동을 모두 연관시킬 때까지는 과거의 신호가 보여지거나 디코딩될 수 없기 때문에, 초광속 통신은 불가피하게 방지된다.  따라서 과거의 신호는 미래에서 보낸 후에만 볼 수 있으며 양자 얽힘이 빛보다 빠른 통신이나 데이터 시간 여행의 목적으로 이용되는 것을 방지한다.

## 같이 보기
- 비선형 광학
- 지연선택 양자 지우개